# 玻恩-黄近似
在量子力学中，玻恩－黄近似是求解分子体系薛定谔方程的一种近似方法。这个由提出者馬克斯·玻恩与黄昆命名的方法 与玻恩－奥本海默近似紧密关联且十分相似。这两个近似都将分子薛定谔方程的求解分为电子结构与原子核动力学两部分。他们都被称为绝热近似。

## 数学形式
玻恩-黄近似与玻恩-奥本海默近似的对电子波函数的定义是相同的。玻恩-奥本海默近似中，原子核动能算符在电子波函数上的作用被忽略了。与之对应，在玻恩-黄近似中，假设原子核动能算符以电子波函数为基的矩阵表示为对角矩阵，也就是只有非对角元素被忽略了
{\displaystyle \langle \chi _{k'}(\mathbf {r} ;\mathbf {R} )|T_{\mathrm {n} }|\chi _{k}(\mathbf {r} ;\mathbf {R} )\rangle _{(\mathbf {r} )}={\mathcal {T}}_{\mathrm {k} }(\mathbf {R} )\delta _{k'k}}

## 与玻恩-奥本海默近似的对比
玻恩-黄近似与玻恩奥本海默近似的电子结构计算步骤是完全相同的。在原子核动力学步骤中，玻恩-黄近似比玻恩奥本海默近似多保留了原子核动能算符在电子波函数中的对角元。于此相应，原子核的运动除感受到其他原子核的排除与电子产生的平均电场外，还受到一项耦合项的作用。原子核薛定谔方程的形式为
{\displaystyle \left[T_{\mathrm {n} }+E_{k}(\mathbf {R} )+{\mathcal {T}}_{\mathrm {k} }(\mathbf {R} )\right]\;\phi _{k}(\mathbf {R} )=E\phi _{k}(\mathbf {R} )\quad \mathrm {for} \quad k=1,\ldots ,K,}
这相当于势能面受到一个附加项{\displaystyle E_{k}(\mathbf {R} )+{\mathcal {T}}_{\mathrm {k} }(\mathbf {R} )}的修正。玻恩-黄近似下只加入电子态耦合的对角项，因而不同电子态间仍然是解耦合的。原子核依然是在运动在孤立的，但是经过了修正的势能面上。因此，该近似与玻恩-奥本海默近似一样属于绝热近似。

## 实用性
因为电子态之间并不耦合，玻恩-黄近似与玻恩-奥本海默近似一样只有在电子态能量不相近的情况下成立。然而，玻恩-黄近似的耦合项在这种情况下很小可以忽略，而只有在电子态互相靠近时才比较显著。因此，虽然增加了附加项，此近似的精度和玻恩-奥本海默近似基本相同。因为需要计算附加项，玻恩-黄近似很少被单独使用用于计算矫正势能面。

## 能量上限性质
可以证明，在无其他近似情况下，玻恩-黄近似给出基态能量的上限；于此相对，玻恩-奥本海默近似则给出了基态能量的下限。因此，当不确定体系是否经历非绝热过程时，可以采用两种近似分别进行计算，如果兩個结果相近则验证了近似的合理性。否则，两个近似的结果都不可取，需要考虑不同电子态之间的非绝热耦合才能得到正确结果。

## 参阅
- 非绝热耦合
- 玻恩-奥本海默近似
- 薛定谔方程